# Historium
L'Historium est un musée de cire privé ouvert de mars 1985 jusqu'en 1996 et situé au 1er étage du Centre Anspach, centre commercial de la Ville de Bruxelles, en Belgique.

## Description
Le principe de la visite est de retracer l'histoire de la Belgique grâce à dix-huit scènes représentant les personnages dans leur environnement d'époque. La première représente la conquête de la Gaule et les dernières sont contemporaines. L'accompagnement sonore est assuré par l'ouverture Egmont de Beethoven, la Brabançonne ou le Plat Pays de Jacques Brel, la bataille des Ardennes est animée par une tempête de neige, Paul Delvaux est représenté devant la projection de diapositives d’œuvres d'Antoine van Dyck ou de René Magritte.
D'autres scènes illustrent la bataille des éperons d'or, le monde scientifique belge au XIXe siècle et XXe siècle entourant le roi Léopold III, la Reine Elisabeth dans les serres royales de Laeken, les archiducs Albert et Isabelle, Charles Quint et le XVIe siècle, Philippe le Bon et la cour de Bourgogne, Godefroy de Bouillon et la première croisade devant les remparts de Jérusalem ou encore la décapitation (nl) des comtes d'Egmont et de Hornes sur la Grand-Place de Bruxelles.
Voici quelques personnalités représentées au musée : 
- Adolphe Quetelet
- Adolphe Sax
- Albert Ier
- Albert Claude
- Albert d'Autriche
- Ambiorix
- André Vésale
- César Franck
- Charlemagne
- Charles Alexandre de Lorraine
- Charles Quint
- Christian de Duve
- Christophe Plantin
- Comte d'Egmont
- Comte de Hornes
- Constant Permeke
- Corneille Jean François Heymans
- Édouard Louis Joseph Empain
- Érasme
- Ernest Solvay
- Ferdinand Alvare de Tolède
- Ferdinand Verbiest
- Georges Lemaître
- Gérard Mercator
- Godefroy de Bouillon
- Hergé
- Ilya Prigogine
- Isabelle d'Autriche
- Jacques Brel
- James Ensor
- Jean-Marie Pfaff
- Jérôme Duquesnoy l'Ancien
- John Cockerill
- Jules Bordet
- Jules César
- Leo Baekeland
- Léopold Ier
- Léopold II
- Léopold III
- Paul Delvaux
- Philippe le Bon
- Pierre Paul Rubens
- Reine Astrid
- Reine Elisabeth
- Rembert Dodoens
- Sandra Kim
- Simon Stevin
- Vercingétorix
- Wilfried Martens
- Zénobe Gramme

## Historique

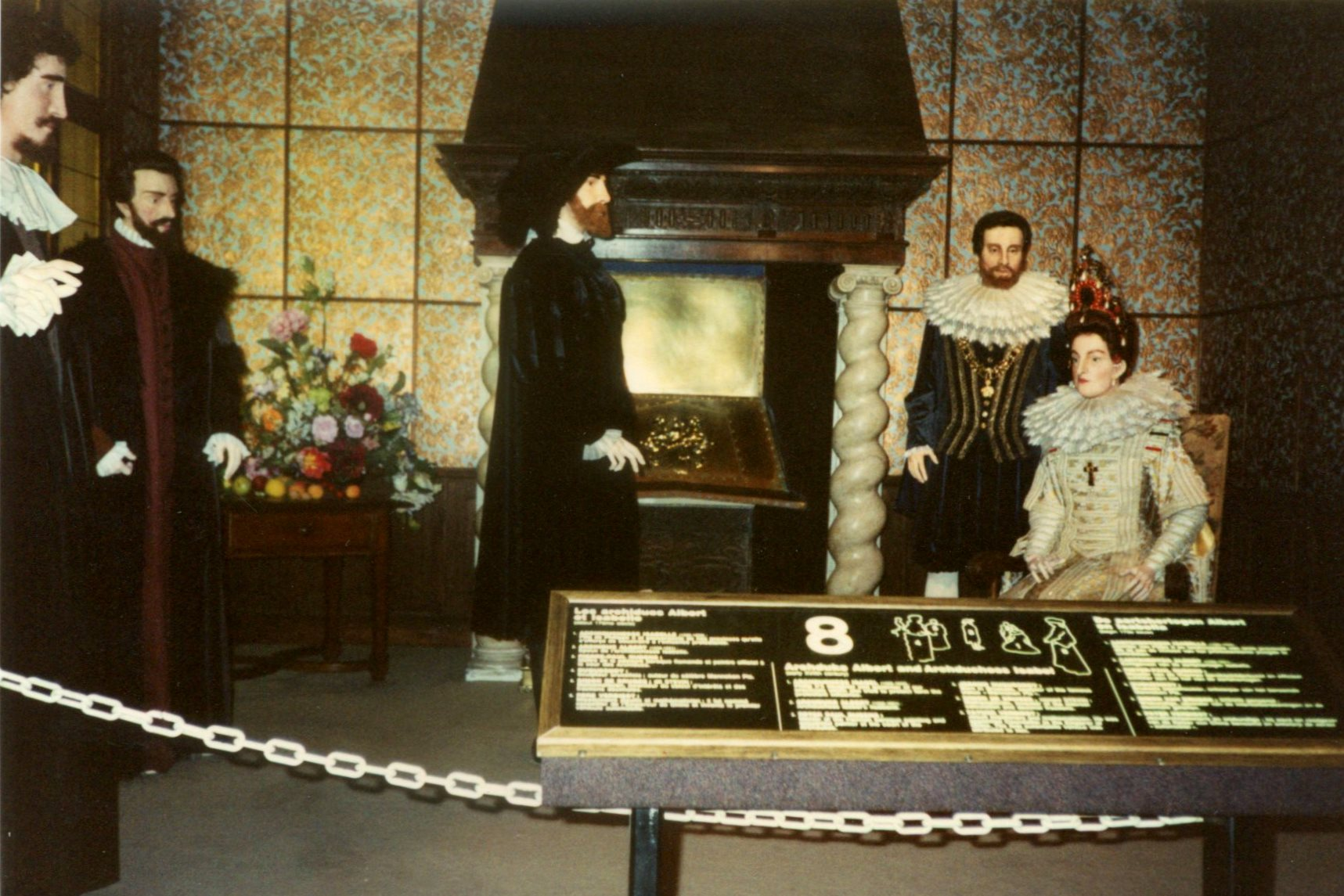
Les archiducs Albert et Isabelle

Logo du musée de cire

La marquise de Beauffort imagine en 1974 la création à Bruxelles d'un musée de cire. Elle se rend à Paris et à Londres pour y récolter des informations. Elle en reçoit à Londres, mais uniquement les grandes lignes qui sont révélées à tous visiteurs. Elle étudie alors les méthodes de fabrications dans plusieurs livres, bibliothèques et musées. Aidée par Elizabeth de Wee, amie d'enfance et sculpteur, elles créent et affinent leur technique. La marquise de Beauffort s'attelle à choisir différentes scènes de l'histoire de La Belgique. Une des difficultés est de sélectionner des personnes dont il existe des archives suffisamment fournies visuellement pour connaître un maximum leur visage. Les têtes ainsi créées sont placées sur des corps en fibre de verre. Les costumes sont dessinés par la marquise sur base de tableaux, elle acquiert différents textiles qui partagent les caractéristiques de ceux de l'époque. Aux Pays-Bas, elle recrute Henny Van Dam qui réalise les costumes portés par les personnages de cire. Plusieurs artisans confectionnent les accessoires exposés.
La société anonyme Historium SA est créée le 30 août 1984. Le directeur est Frédéric de Beauffort. L'inauguration a lieu en mars 1985 dans le centre commercial bruxellois le Centre Anspach.
En 1986, le hall contemporain est ouvert au public avec la présence de Wilfried Martens, de Jean-Marie Pfaff et de Sandra Kim devant leur double de cire.
Le groupe Walibi prend une participation majoritaire à 51 % dans l'historium en août 1988 et s'allie à la famille de Beauffort pour promotionner le site,. L'année suivante, les dirigeants observent une augmentation sensible du taux de fréquentation.
En juin 1990, les visiteurs peuvent parcourir le musée avec l'un des cent-cinquante casques récepteurs à infra-rouge, sans fil, évolution technologique notable pour l'époque. Le promeneur est localisé et la bande sonore qu'il entend correspond à la scène qu'il observe. La source de modulation provient de lecteurs CD. Quatre langues sont disponibles, le français, le néerlandais, l'allemand et l'anglais pour soixante-cinq minutes de commentaires. À la fin de l'année, les résultats financiers ne se révèlent pas être à la hauteur.
Au milieu des années 1990, tout le Centre Anspach, hormis le rez-de-chaussée, subit de grandes difficultés financières. Les sept étages supérieurs sont vides de toute activité, ils ne subsistent que le musée de cire et le nouveau Virgin Megastore,, tous deux au premier étage. En août 1996, le centre est à vendre. Les trois étages situés du sous-sol au premier étage sont concédés à la société « Nouvelles Galeries du boulevard Anspach » par bail emphytéotique valable jusqu'en 2044. L'avenir du musée de cire est alors en sursis. En octobre de la même année, ce bail ne concerne plus que le Virgin Megastore.